# Ignacy Mościcki

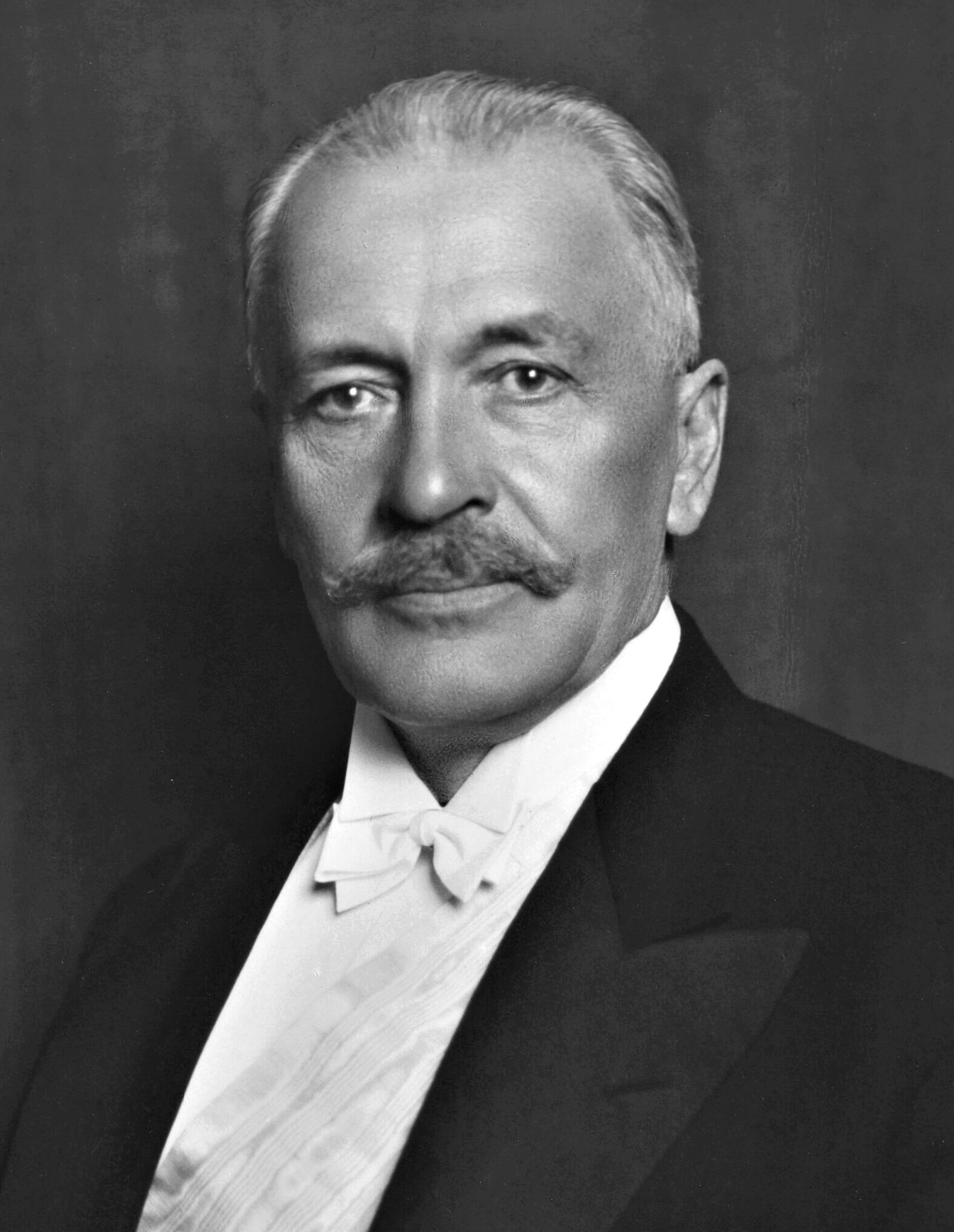
Ignacy Mościcki

Ignacy Mościcki (anhörenⓘ) ([iɡˈnat͡sɨ mɔˈɕt͡ɕit͡skʲi]; * 1. Dezember 1867 in Mierzanów bei Ciechanów, Russisches Kaiserreich; † 2. Oktober 1946 in Versoix bei Genf, Schweiz) war ein polnischer Chemiker und Politiker. Er war von Juni 1926 bis zum 30. September 1939 der Staatspräsident Polens.

## Leben

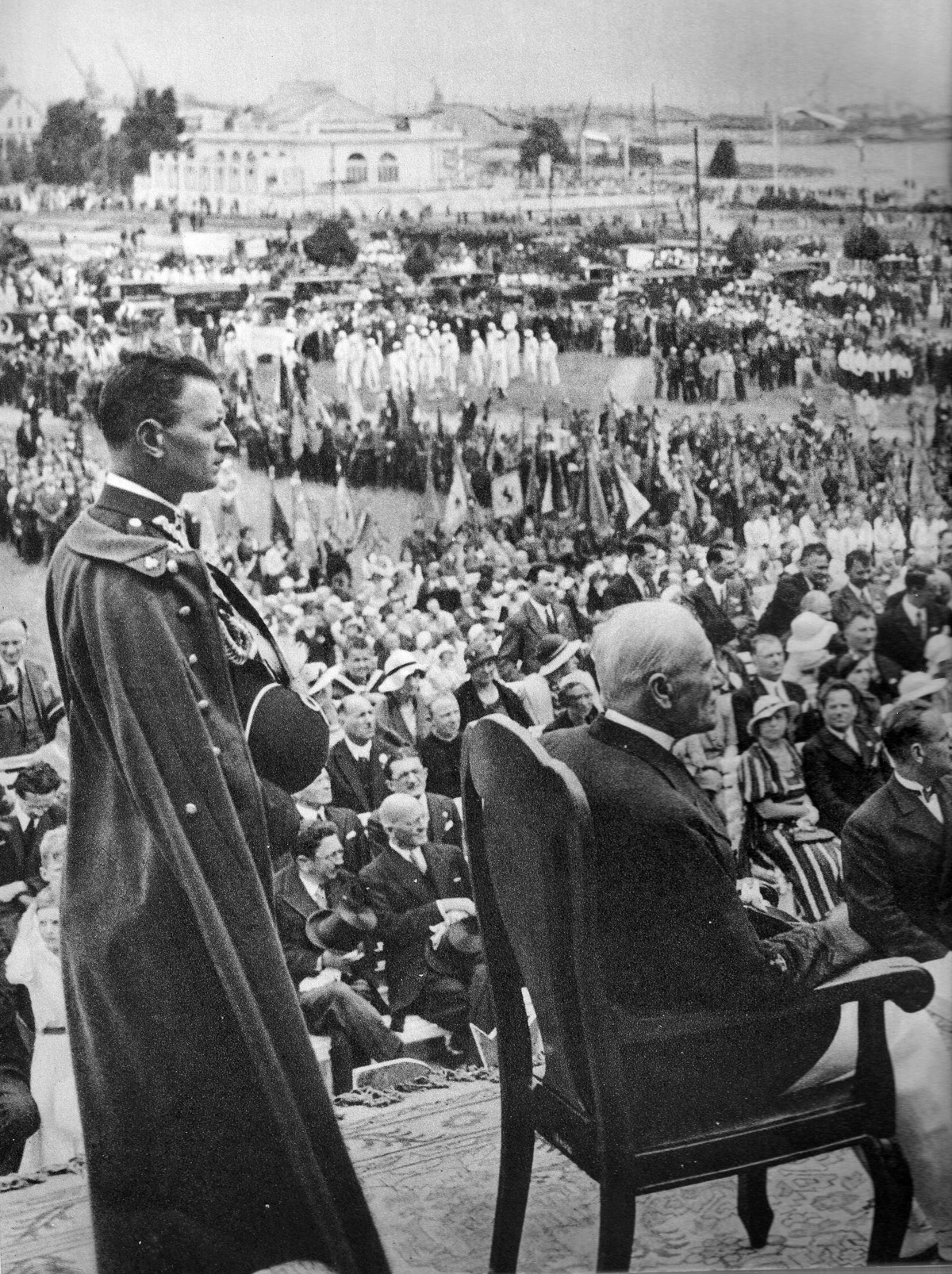
Präsident Ignacy Mościcki bei der Einweihung des neuen Gebäudes der (Hoch-)Schule für Seefahrt Gdynia (1930)

Mościcki stammte aus einer vermögenden Familie des mittleren Adels. Er studierte Chemie an der Technischen Hochschule Wien und am Polytechnikum zu Riga, wo er auch Mitglied der Studentenverbindung Welecja war.
1892 emigrierte Mościcki nach London, wo er sich an der Arbeit des Auslandsverbandes Polnischer Sozialisten beteiligte. Dort lernte er 1896 Józef Piłsudski kennen.

### Wissenschaftliche Laufbahn
1897 übersiedelte Mościcki in die Schweiz, wo er als Professor für Chemie an die Universität Fribourg berufen wurde. In der Schweiz patentierte er auch eine Methode zur günstigen industriellen Herstellung von Salpetersäure.
Mościcki wurde 1912 auf den Lehrstuhl für Chemie an der Universität Lemberg berufen und war dort bis 1922 tätig. Er schrieb bis 1926 über 60 wissenschaftliche Arbeiten; diese verschafften ihm internationale Anerkennung.

### Staatspräsident
Während des Maiputsches 1926 zwangen von Józef Piłsudski kommandierte Truppen den bisherigen Staatspräsidenten Stanisław Wojciechowski und die Regierung Witos in der Nacht zum 15. Mai 1926 zum Rücktritt. Piłsudski lehnte die Annahme der Präsidentschaft ab und schlug den in der Politik unbekannten und unerfahrenen Professor Mościcki als Präsidentschaftskandidat vor. Mościcki wurde am 1. Juni 1926 von der Nationalversammlung zum Präsidenten gewählt. Er wurde nach dem Ablauf der Amtsperiode am 8. Mai 1933 auf Wunsch Piłsudskis wiedergewählt, blieb bis 1935 aber in dessen Schatten und erlangte keine politische Bedeutung.
Am 23. April 1935 (19 Tage vor dem Tode Piłsudskis) trat die neue polnische Verfassung in Kraft, die dem Präsidenten weitgehende Vollmachten gab, unter anderem das Recht, während eines Krieges oder Ausnahmezustandes seinen Nachfolger zu nominieren. Mościcki wollte nicht abtreten (seine Amtsperiode wäre erst 1940 abgelaufen), obwohl viele erwarteten, dass er nach dem Inkrafttreten der neuen Verfassung zurücktreten werde und dass Neuwahlen stattfinden würden. Mościcki gelang es nicht, jene Autorität zu gewinnen, wie Piłsudski sie genossen hatte.
Nach Piłsudskis Tod entstanden in Polen zwei Machtzentren: die Gruppe „Schloss“ (polnisch Zamek), genannt nach der Residenz des Präsidenten (dem Warschauer Königsschloss) um Mościcki und die Gruppe der „Obristen“ (polnisch Pułkownicy) um den neuen Marschall von Polen Edward Rydz-Śmigły. Felicjan Sławoj Składkowski war Ministerpräsident.

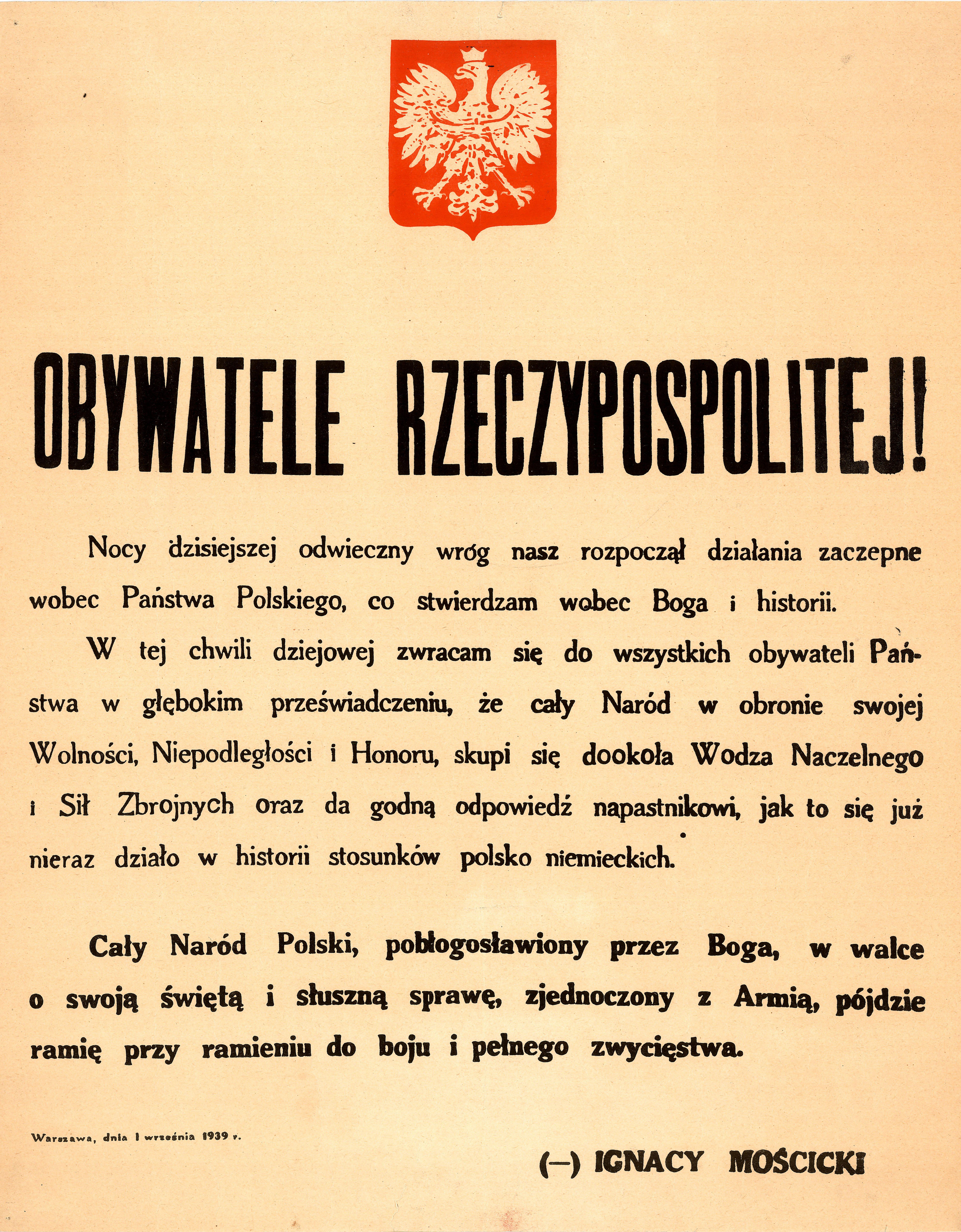
Mościckis Aufruf vom 1. September 1939

### Der Aufruf am 1. September 1939 und das Exil
Am 1. September 1939 begann der Überfall auf der Wehrmacht auf Polen. Am selben Tag veröffentlichte der Staatspräsident seinen Aufruf an das polnische Volk:
Bürger der Republik!
In der heutigen Nacht begann unser Erzfeind Angriffshandlungen gegen den polnischen Staat, was ich vor Gott und der Geschichte feststelle. In diesem historischen Augenblick wende ich mich in der tiefen Überzeugung an alle Staatsbürger, dass das ganze Volk sich in der Verteidigung seiner Freiheit, Unabhängigkeit und Ehre um den Oberbefehlshaber und die Streitkräfte konzentriert und dem Angreifer eine angemessene Antwort gibt, wie sich dies schon oftmals in der Geschichte der polnisch-deutschen Beziehungen ereignet hat. Das ganze polnische Volk, das – von Gott gesegnet – im Kampf um seine heilige und gerechte Sache mit der Armee vereinigt ist, geht Arm in Arm in den Kampf und zum vollen Sieg.
Ignacy Mościcki
Der Präsident der Republik
Warschau, den 1. September 1939
Die polnische Niederlage nach dem deutschen und sowjetischen Überfall im September 1939 zwang Mościcki zur Flucht, um eine Kapitulation zu vermeiden. Er flüchtete zuerst nach Rumänien und reiste von dort im Dezember 1939 in die Schweiz.
Ignacy Mościcki verstarb am 2. Oktober 1946 in Versoix und wurde auf dem Friedhof der Kleinstadt begraben. Seine Tochter Helena (1897–1962) und ihr zweiter Ehemann Aleksander Bobkowski (1885–1966) wurden in einem Grab neben ihm bestattet.
Die Urne mit seiner Asche wurde im September 1993 nach Warschau überführt und in der Krypta der Kathedrale zum Heiligen Johannes bestattet.

## Familie

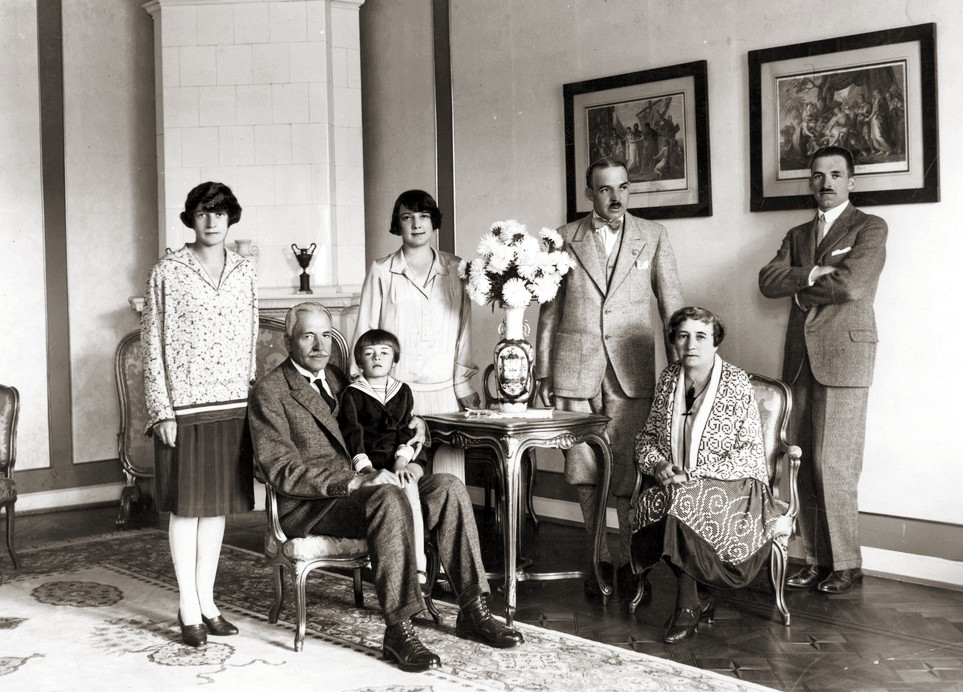
Mościcki im Kreise seiner Familie (1929)

Am 22. Februar 1892 heiratete Ignacy Mościcki in Płock Michalina Czyżewska. Er war eng mit ihr verwandt – sie war die Tochter der Schwester seiner Mutter, also seine Cousine; daher bedurfte die Hochzeit einer päpstlichen Ausnahmegenehmigung. In dem Kontext muss auch Mościckis Übersiedlung 1892 ins Ausland gesehen werden. 
Ignacy Mościcki und seine Frau Michalina hatten drei Kinder (Helena, Michał und Józef) und von diesen drei Enkelkinder.
Michalina Mościcka wurde in der Verdientenallee des traditionsreichen Warschauer Powązki-Friedhofs bestattet. Auch die sterblichen Überreste von Tochter Helena und Schwiegersohn Bobkowski wurden in das dortige Familiengrab überführt.

## Gedenken
Im Warschauer Königsschloss wurde Anfang der 2000er Jahre das Mobiliar aus Mościckis Arbeitszimmer als Staatspräsident wieder aufgestellt.